# Nick Adams
Nick Adams, nom artístic de Mykola Adamščuk (Nanticoke, Pennsilvània, 10 de juliol del 1931 - Beverly Hills, Califòrnia, 7 de febrer del 1968) fou un actor de televisió i cinema estatunidenc.
Des del 1952 interpretà papers principals i secundaris en 31 pel·lícules i 32 episodis televisius. Es tornà popular per protagonitzar entre el 1959 i el 1960 la sèrie de televisió The Rebel. El 1963 fou nominat a un Oscar com a millor actor de repartiment per la pel·lícula Twilight of Honor el 1963. Generalment interpretava rols de tipus neuròtics o agressius.

## Filmografia[2]
- 1952: Somebody Loves Me: Western Union boy
- 1955: Una estranya a la ciutat (Strange Lady in Town): Billy el Nen
- 1955: Escala a Hawaii (Mister Roberts): Reber
- 1955: Rebel sense causa (Rebel Without a Cause): Chick
- 1955: Mil vegades mort (I Died a Thousand Times): Bellboy
- 1955: Pícnic (Picnic): Bomber
- 1956: Our Miss Brooks: Gary Nolan
- 1956: A Strange Adventure: Phil Davis
- 1956: The Last Wagon: Ridge
- 1956: Gegant (Giant): Jett Rink (veu)
- 1957: Fury at Showdown: Tracy Mitchell
- 1957: Xantatge a Broadway (Sweet Smell of Success): el client que compra un Hot-Dog
- 1958: Sing Boy Sing: C.K. Judd
- 1958: Teacher's Pet: Barney Kovac
- 1958: No Time for Sergeants: Soldat ras Benjamin B. 'Ben' Whitledge
- 1959: Pillow Talk, de Michael Gordon: Tony Walters
- 1959: The FBI Story: John Gilbert ('Jack') Graham
- 1962: Hell Is for Heroes: Homer
- 1962: The Interns: Dr. Sid Lackland
- 1963: The Hook: Soldat V.R. Hackett
- 1963: Twilight of Honor: Ben Brown
- 1964: The Young Lovers: Tarragoo
- 1965: Young Dillinger: John Dillinger
- 1965: Frankenstein vs. Baragon (Furankenshutain tai chitei kaijû Baragon): Dr. James Bowen
- 1965: Die, Monster, Die!: Stephen Reinhart
- 1965: Kaiju Daisenso: Astronauta Glenn Amer
- 1966: No t'hi amoïnis, ja pensarem en algun títol (Don't Worry, We'll Think of a Title): KEB agent
- 1966 i 1968: The Wild Wild West, de Michael Garrison (sèrie TV)
  - Temporada 1, Episodi 23: The Night of the Two-Legged Buffalo
  - Temporada 3, Episodi 18: The Night of the Vipers
- 1967: Kokusai himitsu keisatsu: Zettai zetsumi: John Carter
- 1968: Fever Heat: Ace Jones
- 1968: Mission Mars: Nick Grant
- 1968: Los asesinos: Shannon